# Ставішин (гміна)
Гміна Ставішин (пол. Gmina Stawiszyn) — місько-сільська гміна у північно-західній Польщі. Належить до Каліського повіту Великопольського воєводства.
Станом на 31 грудня 2011 у гміні проживало 7291 особа.

## Територія
Згідно з даними за 2007 рік площа гміни становила 78.27 км², у тому числі:
- орні землі: 66.00%
- ліси: 27.00%

Таким чином, площа гміни становить 6.75% площі повіту.

## Населення
Станом на 31 грудня 2011:
| Опис     | Загалом | Загалом | Чоловіки | Чоловіки | Жінки | Жінки |
| -------- | ------- | ------- | -------- | -------- | ----- | ----- |
| одиниця  | осіб    | %       | осіб     | %        | осіб  | %     |
| все      | 7291    | 100     | 3516     | 48.22    | 3775  | 51.78 |
| міське   | 1592    | 100     | 774      | 48.62    | 818   | 51.38 |
| сільське | 5699    | 100     | 2742     | 48.11    | 2957  | 51.89 |

## Сусідні гміни
Гміна Ставішин межує з такими гмінами: Блізанув, Ґродзець, Желязкув, Мицелін, Рихвал.